# Literaturjahr 1507
Liste der Literaturjahre

◄◄ | ◄ | 1503 | 1504 | 1505 | 1506 | Literaturjahr 1507 | 1508 | 1509 | 1510 | 1511 | ► | ►►

Weitere Ereignisse
Dieser Artikel behandelt das Literaturjahr 1507.

## Ereignisse

### Codices

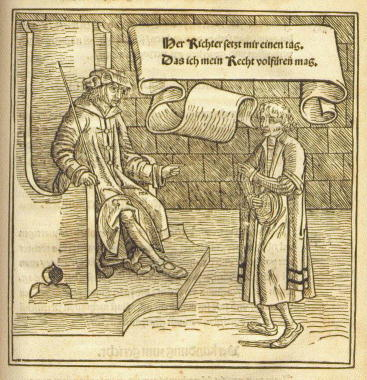
Titelblatt der Bambergensis

Hans Pfeil gibt die Constitutio Criminalis Bambergensis (Bambergische Peinliche Halsgerichtsordnung) heraus, die von Johann Freiherr zu Schwarzenberg im Auftrag seines Bischofs Georg III. Schenk von Limpurg verfasste Halsgerichtsordnung für Bamberg. Sie regelt neben dem materiellen Strafrecht auch das Prozessrecht, wobei die peinliche Befragung zur Erlangung von Geständnissen konstitutiv enthalten ist. Die Bambergensis ist geprägt vom Gedankengut italienischer Rechtsschulen (Römisches Recht) und ist Basis für die spätere Constitutio Criminalis Carolina Kaiser Karls V. von 1532.

### Historische Werke
Petermann Etterlin, Sohn des Luzerner Stadtschreibers, gibt eine gedruckte Schweizer Chronik heraus. Diese wird später wegen ihrer „franzosenfreundlichen Haltung“ kritisiert.
Fracanzano da Montalboddo gibt in Vicenza die Anthologie Paesi novamente retrovati heraus, die erste gedruckte umfassende Sammlung von Entdeckerberichten der frühen Neuzeit. Unter anderem ist das Werk Libretto de tutta la navigatione de Re de Spagna de le Isole et terreni novamente trovati von Petrus Martyr von Anghiera aus dem Jahr 1504 in die Sammlung eingeflossen. 
Die Annalen des Tacitus werden im Kloster Corvey wiederentdeckt. Darin finden sich unter anderem Abschnitte über die Varusschlacht und den Cherusker Arminius. 

### Kartographie
Der deutsche Kartograph Martin Waldseemüller erstellt mit Hilfe seines Partners Matthias Ringmann eine Weltkarte. Sie ist zusammen mit einem Erdglobus und einer Beischrift (Cosmographiae Introductio) als dreiteiliges Projekt anzusehen, dem Waldseemüller den lateinischen Namen Universalis cosmographia secundum Ptholomaei traditionem et Americi Vespucii aliorumque lustrationes (Die vollständige Kosmografie nach der Überlieferung des Ptolemäus und nach Amerigo Vespucci sowie nach anderen Abbildungen) gibt. Auf Vorschlag Ringmanns benennen die beiden Gelehrten die neu entdeckten Länder im Westen nach dem Vornamen des Amerigo Vespucci, womit zum ersten Mal der Name America für den Kontinent auf einer Karte erscheint.

### Religion
- Die Otmar-Bibel wird gedruckt.

## Geboren

### Geburtsdatum gesichert
- 19. Juni: Annibale Caro, italienischer Dichter († 1566)

### Genaues Geburtsdatum unbekannt
- Konrad Hubert, lutherischer Theologe, Kirchenliedkomponist und Reformator († 1577)

## Gestorben

### Todesdatum gesichert
- 8. Juli: Anna Notaras, byzantinische Adelige, Mitglied der griechischen Exilgemeinde in Venedig und Mäzenin für die Sammlung und den Druck liturgischer und antiker griechischer Schriften (* vor 1453)
- 29. Juli: Martin Behaim, deutscher Tuchhändler und Kosmograph (* 1459)

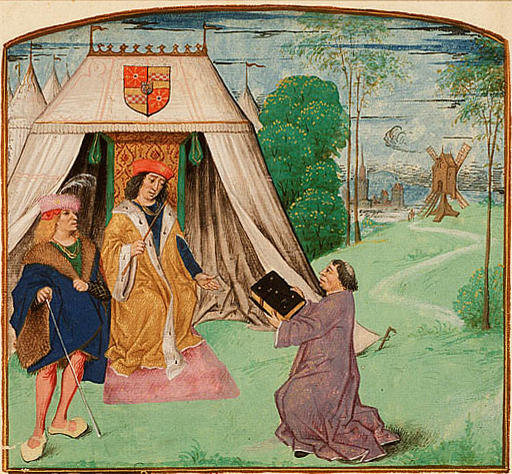
Jean Molinet († 23. August) präsentiert sein Buch Philipp von Kleve-Ravenstein

- 23. August: Jean Molinet, franco-flämischer Dichter, Komponist und Chronist (* 1435)
- 15. Dezember: Aleidis Raiscop, deutsche Benediktinerin und Schriftstellerin (* 1449)

### Genaues Todesdatum unbekannt
- kurz nach dem 31. August: Ulrich Zell, Kölner Buchdrucker
- Paolo Santonino, italienischer Jurist und Autor